# Wegekreuz Schlossstraße

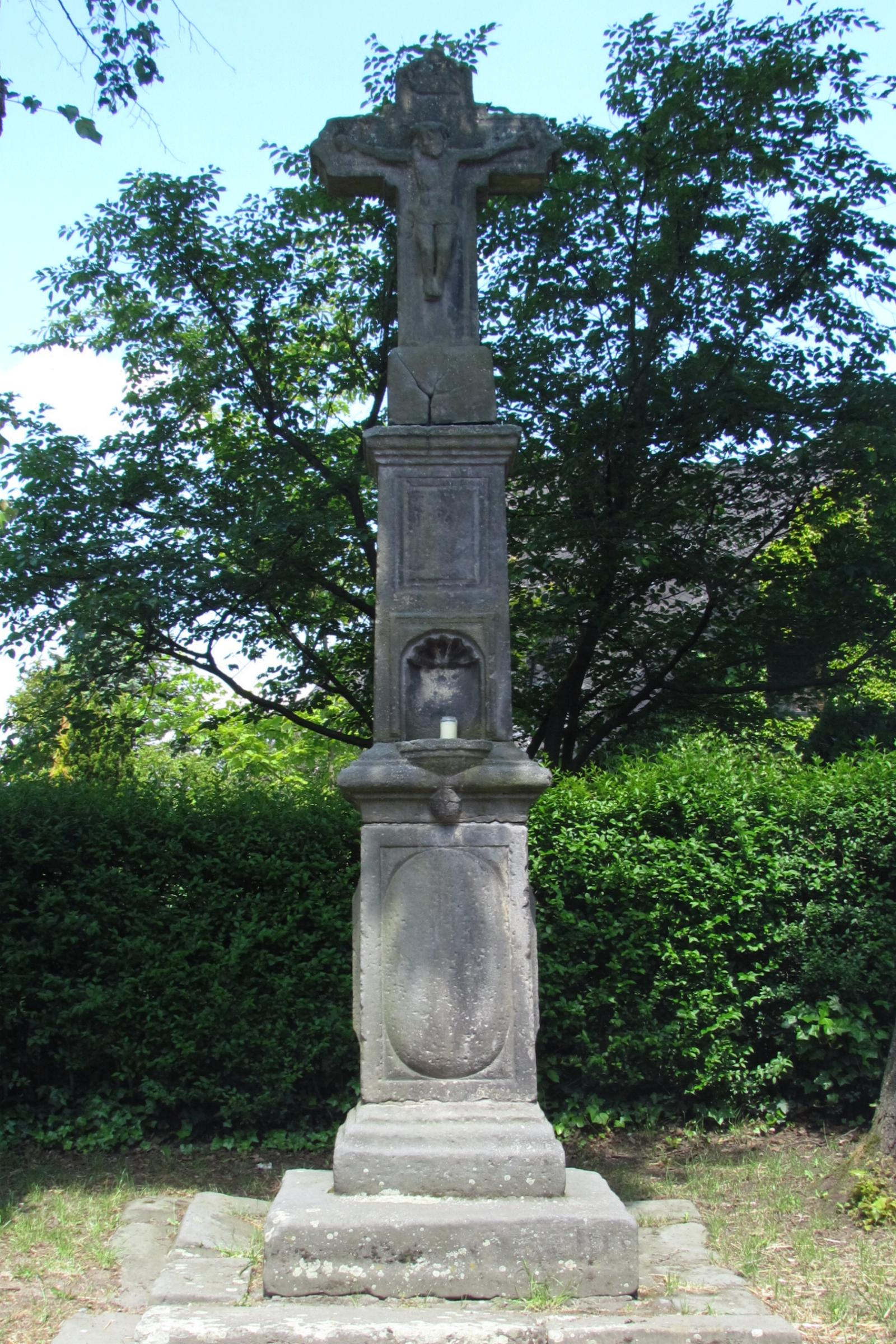
Wegekreuz

Das Wegekreuz Schlossstraße steht im Stadtteil Liedberg in Korschenbroich  im Rhein-Kreis Neuss in Nordrhein-Westfalen am Kellereiweg.
Das Flurkreuz wurde im 18. Jahrhundert erbaut und unter Nr. 074 am 17. September 1985 in die Liste der Baudenkmäler in Korschenbroich eingetragen.

## Architektur
Das Wegekreuz  besteht aus Sandstein und steht auf einem hohen Sockel mit Muschelnische. Das Kreuz hat einen Sandsteinkorpus.